# سینما مرکزی
سینما مرکزی از سینماهای تهران است که در در سال ۱۳۴۱ توسط سیف‌الله کامرانی (بنیاد خیریه کامرانی) و با مدیریت حسین مقیمی تأسیس شد و بعدها به به سه سالن تفکیک شد. ظرفیت سالن یک ۵۶۵ نفر، سالن دو ۴۲۷ نفر و سالن سه ۴۴۲ نفر است. در حال حاضر سالن‌های سینما شهر تماشا با این سینما ادغام شده و به سالن‌های ۴ و ۵ سینما مرکزی تبدیل شده‌اند.
این سینما دارای درجه کیفی «ممتاز» می‌باشد. سینما مرکزی در ضلع جنوب غربی میدان انقلاب قرار دارد.
تمامی درآمد حاصل از فروش بلیط در هر پنج سالن سینما به نفع سالمندان و معلولین ، از طریق بنیاد خیریه کامرانی هزینه میگردد.